# Metapenaeopsis parahilarula
Metapenaeopsis parahilarula är en kräftdjursart som beskrevs av Crosnier 1991. Metapenaeopsis parahilarula ingår i släktet Metapenaeopsis och familjen Penaeidae. Inga underarter finns listade i Catalogue of Life.